# Tonantins (kommun)
Tonantins är en kommun i Brasilien.   Den ligger i delstaten Amazonas, i den nordvästra delen av landet, 2 600 km nordväst om huvudstaden Brasília. Antalet invånare är 17 056.
Följande samhällen finns i Tonantins:
- Tonantins

I omgivningarna runt Tonantins växer i huvudsak städsegrön lövskog. Runt Tonantins är det mycket glesbefolkat, med 2 invånare per kvadratkilometer.